# ZiL–130
A ZiL–130 a Szovjetunióban és Oroszországban a Lihacsov Autógyárban (ZiL) 1962–1994 között gyártott tehergépkocsi. 1992-től a ZiL-hez tartozó Uráli Autómotorgyár (UAMZ) is gyártotta. Az UAMZ nevét 2002-ben Uráli Gépkocsik és Motorok (AMUR) névre változtatták, ezt követően a tehergépkocsit AMUR–53131 típusjelzéssel gyártják. 1994-ig a ZiL-nél 3 380 000 darabot állítottak elő belőle.

## Története
A ZiL–164 utódaként fejlesztették ki. Prototípusa 1958-ban, majd az első öt kísérleti darab 1962-ben készült el. Az első kísérleti példányok még a ZiL–164A tehergépkocsik kerekeit kapták. Ugyancsak a ZiL–164-től származtak a kerek külső visszapillantó tükrök, valamint több berendezés (pl. elektromos berendezések). Az első példányok hűtőmaszkja teljesen eltért a későbbi tömeggyártású változatétól.
Az első olyan szovjet tehergépkocsi volt, amely az addig kizárólagosan katonai olajzöld (khaki) színűre festett elődeitől eltérően polgári, világoskék–fehér fényezéssel is készült. Ezt a jellegzetes színösszeállítást a ZiL a polgári célú gépjárműveinél a későbbiekben is megtartotta.
1966-ban és 1977-ben jelentős modernizáláson esett át a típus.
Az 1980-as évek elején fejlesztették ki gázüzemű változatát, a ZiL–138-ast. A jármű propán-bután gázzal üzemelt, de tartalék hajtási módként benzinüzemre is alkalmas volt. Az alapváltozatú ZiL–130 mellett a ZiL–130V1 és a Zil–30D2-t is gyártották gázüzemű kivitelben, ezek a ZiL–138V1 és a ZiL–138D2 típusjelzést kapták.
A járműveket V8 hengerelrendezésű, 5969 cm³ hengerűrtartalmú, 110,2 kW (150 LE) teljesítményű benzinmotorral szerelték fel, mellyel műúton 90 km/h-s maximális sebességet érhet el.

## Típusváltozatok
Főbb típusváltozatai:
- ZiL–130V1 – A ZiL–130-on alapuló nyergesvontató, a tengelytávot 3300 mm-re csökkentették. 1962–1994 között gyártották. Változatos, sokféle vontatmánnyal használták. Az APPA–4 speciális utasszállító pótkocsival repülőtéri utasszállításra is használták. Gázüzemű változata a ZiL–138V1.
- ZiL–130G – 4500 mm-re növelt tengelytávú tehergépkocsi, 1964-től gyártották.
- ZiL–130GU – A ZiL–130G-n alapuló, növelt hosszúságú változat, tengelytávját 5600 mm-re növelték.

## A szépirodalomban
Bertha Bulcsu A kenguru című regényében a főszereplő, Varjú ilyen teherautó sofőrje